# Vilmos Radasics
Vilmos 'Willy' Radasics (nascido em 25 de outubro de 1983) é um ciclista de BMX húngaro que competiu no ciclismo nos Jogos Olímpicos de Verão de 2008, representando a Hungria.